# Luigi Francesco Giuseppe di Borbone-Conti
Luigi Francesco Giuseppe di Borbone-Conti (Parigi, 1º settembre 1734 – Barcellona, 13 marzo 1814) fu l'ultimo dei Borbone-Conti.

## Biografia
Figlio di Luigi Francesco di Borbone-Conti (1717 – 1776) e di Luisa Diana di Borbone-Orléans (1716 – 1736, detta Mademoiselle de Chartres), ebbe grosse difficoltà di sopravvivenza alla nascita e rimase di salute cagionevole e delicato per tutto il resto della sua vita. Fu battezzato il 29 novembre 1742 nella cappella reale del castello di Versailles, avendo come padrino il re di Francia, Luigi XV e come madrina la regina Maria Leszczyńska. Il 17 maggio fu fatto cavaliere dell'Ordine del Santo Spirito.

### Sotto l'Ancien Régime
Nel corso della Guerra dei sette anni il principe partecipò alla battaglia di Hastenbeck (26 luglio 1757) ed a quella di Creveld (23 giugno 1758) come maresciallo di campo. Richiamato in patria dal padre, sposò per procura il 7 febbraio 1759 ed il 27 dello stesso mese di persona a Nangis-en-Brie, Maria Fortunata d'Este (1731 – 1803), figlia di Francesco III d'Este, duca di Modena e Reggio e di Carlotta Aglae di Borbone-Orléans (1700 – 1761).
Gli sposi non tardano a litigare poiché il conte della Marca pretese di imporre alla moglie la presenza presso di lui di un suo figlio naturale, Luigi Francesco Veronese che egli aveva avuto nel 1761 da una ballerina italiana, Maria Anna Veronese, detta Mademoiselle Coraline e dalla quale ebbe poi anche un altro figlio nel 1767. Ciò assestò un colpo fatale al matrimonio: gli sposi si separarono consensualmente nel 1776 e la separazione divenne ufficiale nel 1777.
Dopo il colpo di forza del cancelliere di Maupeou (1771), il conte della Marca si rifiutò di associarsi alle proteste dei principi di sangue reale, tra i quali il proprio padre, contro la soppressione dei parlamenti e rimase fedele al re. Questo comportamento diede origine ad un forte litigio con il padre, principe di Conti ed i due si riconciliarono solo nel 1776, poco prima della morte del padre del conte della Marca.
A quella data il nuovo principe di Conti si trovò con un patrimonio compromesso seriamente dalle dilapidazioni del padre e dovette vendere numerosi beni. Le celebri collezioni del Palazzo del Tempio in particolare andarono così disperse nel 1777. Inoltre le considerevoli spese da lui stesso affrontate a L'Isle-Adam, del quale egli ebbe l'ambizione di fare il più bel fondo di cinegetica (caccia con i cani) di Francia, lo costrinsero a vendere, nell'ottobre del 1783, la rimanente parte dei suoi beni al conte di Provenza, agente come prestanome del fratello Luigi XVI, per 15.000.000 lire..
Il principe di Conti fu uno dei sette principi di sangue reale che parteciparolo all'Assemblea dei notaboli convocata a Versailles il 22 febbraio ed il 25 maggio 1787. Egli non vi giocò che un ruolo marginale, ma insistette sullo sfacelo delle finanze del regno. I suoi interventi dimostrano che la gravità della crisi attraversata dalla monarchia era incombente.

### Dopo il 1789
Poco dopo il 14 luglio 1789, essendo stato pubblicamente contrario al  doublement du tiers, entrò a far parte delle persone designate come nemici della patria dalle bande rivoluzionarie di Palais-Royal. Egli emigrò così il 18 luglio con il fratello del re conte di Artois ed il principe di Condé.
Ma rientrò in Francia il 2 aprile 1790 e si presentò davanti al re e la regina con una coccarda tricolore sul cappello, tanto che gli abitanti di L'Isle-Adam lo nominarono comandante della Guardia nazionale.
Nel mese di gennaio 1792 si installò a Parigi, rue de Grenelle, ove soggiornò fino al 10 luglio. Il 15 ottobre prestò giuramento civico di fronte alla municipalità di Villiers-sur-Marne e visse pacificamente lontano da Parigi nella terra di Le Lande, senza nascondersi e senza partecipare agli intrighi controrivoluzionari.
La Convenzione nazionale emise nei suoi confronti il 6 aprile 1793 un ordine di arresto, che fu eseguito l'indomani, e fu portato a Marsiglia con altri membri della casa dei Borbone. Giunto a destinazione il 24 aprile fu incarcerato al forte Saint-Jean. Fu liberato il 25 giugno dell'anno successivo dopo numerose petizioni indirizzate alla Convenzione. Il 29 aprile 1795, dietro proposta del Comitato delle finanze, la Convenzione gli votò una pensione di 10.000 lire per far fronte alle sue necessità.
Nell'agosto 1795 il principe di Conti ritrovò la sua proprietà di Le Lande ed indirizzò al Consiglio dei Cinquecento una petizione per ottenere il dissequestro dei suoi beni. Ma dopo il colpo di stato del 18 fruttidoro (4 settembre 1797) ed il voto della legge di deportazione che colpì l'insieme della famiglia dei Borbone, fu condotto sotto scorta armata fino alla frontiera spagnola, avendo tuttavia ricevuto dal Direttorio una pensione annuale di 80.000 franchi sui prodotti dei suoi beni, dopo il ricorso del cittadino Desgraviers, suo legatario universale.
Rifugiatosi a Barcellona, ricevette nel 1804 un emolumento di 500.000 franchi. Fu colà che si spense poco prima dell'avvento della Restaurazione e fu inumato nella chiesa di San Michele.
Trent'anni dopo Luigi Filippo I, avendo appreso che questa chiesa stava per essere demolita, ordinò al console francese Ferdinand de Lesseps di far procedere l'esumazione della salma che, imbarcata sul Lavoisier e trasportata a Drieux fu reinumata il 2 aprile 1844 nella Cappella reale.

## Matrimonio e figli
Luigi Francesco Giuseppe di Borbone-Conti non ebbe figli dalla moglie legittima Maria Fortunata d'Este. Ebbe invece due figli naturali dall'amante Maria Anna Veronese, detta Mademoiselle Coraline, un'attrice italiana:
- Luigi Francesco Veronese (1761 – 1785), detto il barone di Vauréal. A Luigi Francesco Veronese il principe di Conti fece ottenere un titolo nell'Ordine di San Giovanni di Gerusalemme e lo fece ammettere nel suo reggimento di dragoni di stanza a Melun con il grado di gran maestro di campo in seconda. Quivi il cavaliere morì. Egli aveva sposato una certa Mademoiselle Bontemps, ma aveva anche intrattenuto fino alla morte una relazione con Anne-Victoire Dervieux, (Madame Bélanger)
- Pietro Antonio Veronese (1767 – 1846), noto come musicista sotto lo pseudonimo di Gatays (o Gatayes). Questi ebbe a sua volta un figlio, Léon (1805 – 1877), che divenne arpista e giornalista.

## Ascendenza
|                                    |                              |                                    | Genitori                             |  |  | Nonni |  |  | Bisnonni                         |  |  | Trisnonni                |  |
|                                    |                              |                                    |                                      |  |  |       |  |  | Francesco-Luigi di Borbone-Conti |  |  | Armando di Borbone-Conti |  |
|                                    |                              |                                    |                                      |  |  |       |  |  | Francesco-Luigi di Borbone-Conti |  |  | Armando di Borbone-Conti |  |
|                                    |                              | Anna Maria Martinozzi              |                                      |  |  |       |  |  | Francesco-Luigi di Borbone-Conti |  |  |                          |  |
| Luigi Armando II di Borbone-Conti  |                              |                                    |                                      |  |  |       |  |  | Francesco-Luigi di Borbone-Conti |  |  |                          |  |
|                                    |                              | Maria Teresa di Borbone-Condé      | Enrico III Giulio di Borbone-Condé   |  |  |       |  |  |                                  |  |  |                          |  |
|                                    |                              | Maria Teresa di Borbone-Condé      | Enrico III Giulio di Borbone-Condé   |  |  |       |  |  |                                  |  |  |                          |  |
|                                    |                              | Maria Teresa di Borbone-Condé      | Anna Enrichetta del Palatinato       |  |  |       |  |  |                                  |  |  |                          |  |
| Luigi Francesco di Borbone-Conti   |                              | Maria Teresa di Borbone-Condé      |                                      |  |  |       |  |  |                                  |  |  |                          |  |
|                                    |                              | Luigi III di Borbone-Condé         | Enrico III Giulio di Borbone-Condé   |  |  |       |  |  |                                  |  |  |                          |  |
|                                    |                              | Luigi III di Borbone-Condé         | Enrico III Giulio di Borbone-Condé   |  |  |       |  |  |                                  |  |  |                          |  |
|                                    |                              | Luigi III di Borbone-Condé         | Anna Enrichetta del Palatinato       |  |  |       |  |  |                                  |  |  |                          |  |
| Luisa Elisabetta di Borbone-Condé  |                              | Luigi III di Borbone-Condé         |                                      |  |  |       |  |  |                                  |  |  |                          |  |
|                                    |                              | Luisa Francesca di Borbone-Francia | Luigi XIV di Francia                 |  |  |       |  |  |                                  |  |  |                          |  |
|                                    |                              | Luisa Francesca di Borbone-Francia | Luigi XIV di Francia                 |  |  |       |  |  |                                  |  |  |                          |  |
|                                    |                              | Luisa Francesca di Borbone-Francia | Madame de Montespan                  |  |  |       |  |  |                                  |  |  |                          |  |
| Luigi Francesco di Borbone-Conti   |                              | Luisa Francesca di Borbone-Francia |                                      |  |  |       |  |  |                                  |  |  |                          |  |
|                                    | Filippo I di Borbone-Orléans | Luigi XIII di Francia              |                                      |  |  |       |  |  |                                  |  |  |                          |  |
|                                    | Filippo I di Borbone-Orléans | Luigi XIII di Francia              |                                      |  |  |       |  |  |                                  |  |  |                          |  |
|                                    | Filippo I di Borbone-Orléans | Anna d'Austria                     |                                      |  |  |       |  |  |                                  |  |  |                          |  |
| Filippo II di Borbone-Orléans      | Filippo I di Borbone-Orléans |                                    |                                      |  |  |       |  |  |                                  |  |  |                          |  |
|                                    |                              | Elisabetta Carlotta di Baviera     | Carlo I Luigi del Palatinato         |  |  |       |  |  |                                  |  |  |                          |  |
|                                    |                              | Elisabetta Carlotta di Baviera     | Carlo I Luigi del Palatinato         |  |  |       |  |  |                                  |  |  |                          |  |
|                                    |                              | Elisabetta Carlotta di Baviera     | Carlotta d'Assia-Kassel              |  |  |       |  |  |                                  |  |  |                          |  |
| Luisa Diana di Borbone-Orléans     |                              | Elisabetta Carlotta di Baviera     |                                      |  |  |       |  |  |                                  |  |  |                          |  |
|                                    |                              | Luigi XIV di Francia               | Luigi XIII di Francia                |  |  |       |  |  |                                  |  |  |                          |  |
|                                    |                              | Luigi XIV di Francia               | Luigi XIII di Francia                |  |  |       |  |  |                                  |  |  |                          |  |
|                                    |                              | Luigi XIV di Francia               | Anna d'Austria                       |  |  |       |  |  |                                  |  |  |                          |  |
| Francesca Maria di Borbone-Francia |                              | Luigi XIV di Francia               |                                      |  |  |       |  |  |                                  |  |  |                          |  |
|                                    |                              | Madame de Montespan                | Gabriel de Rochechouart de Mortemart |  |  |       |  |  |                                  |  |  |                          |  |
|                                    |                              | Madame de Montespan                | Gabriel de Rochechouart de Mortemart |  |  |       |  |  |                                  |  |  |                          |  |
|                                    |                              | Madame de Montespan                | Diana de Grandseigne                 |  |  |       |  |  |                                  |  |  |                          |  |
|                                    |                              | Madame de Montespan                |                                      |  |  |       |  |  |                                  |  |  |                          |  |